# Camp Nelson
Camp Nelson es un lugar designado por el censo ubicado en el condado de Tulare en el estado estadounidense de California. En el año 2010 tenía una población de 97 habitantes.

## Geografía
Camp Nelson se encuentra ubicado en las coordenadas 36°8′31″N 118°36′38″O / 36.14194, -118.61056.